# Деуліна Юлія Сергіївна
Юлія Сергіївна Деуліна (рос. Юлия Сергеевна Деулина; народилась 14 квітня 1984 у м. Красногорську Московської області, Росія) — російська хокеїстка, нападаюча. Виступає за «СКІФ» (Нижній Новгород). 
Виступала за «Спартак-Меркурій» (Єкатеринбург), в «СКІФ» (Нижній Новгород) грає з 2001 року. 
Шестиразова чемпіонка Росії, володар Кубка Європейських чемпіонів (2009), дворазовий срібний призер чемпіонату Росії, срібний (2005) і бронзовий (2006) призер Кубка Європейських чемпіонів. Учасниця зимових Олімпійських ігор 2010 у Ванкувері. Учасниця чемпіонатів світу 2004 і 2005.
Одружена, має сина Матвія.